# Cymbilabia
Cymbilabia – rodzaj roślin z rodziny storczykowatych (Orchidaceae). Obejmuje trzy gatunki występujące w Azji Południowo-Wschodniej w takich krajach i regionach jak: Asam, południowo-centralne Chiny, Himalaje, Mjanma, Nepal, Tybet, Wietnam.

## Systematyka
Rodzaj sklasyfikowany do podplemienia Aeridinae w plemieniu Vandeae, podrodzina epidendronowe (Epidendroideae), rodzina storczykowate (Orchidaceae), rząd szparagowce (Asparagales) w obrębie roślin jednoliściennych.
Wykaz gatunków
- Cymbilabia shanica (Phillim. & W.W.Sm.) Ormerod
- Cymbilabia sourioudongii Souvann. & Lanors.
- Cymbilabia undulata (Lindl.) D.K.Liu & Ming H.Li